# Hadj Mahmoud
Mohamed Belhadj Mahmoud (* 24. April 2000) ist ein tunesischer Fußballspieler.

## Karriere
Mahmoud begann seine Laufbahn in der Jugend von Étoile Sportive du Sahel. Im Mai 2019 gab er beim 0:0 gegen Étoile Sportive de Métlaoui sein Debüt für die erste Mannschaft in der erstklassigen Ligue Professionelle 1. Bis Saisonende kam er zu vier Einsätzen in der höchsten tunesischen Spielklasse, Sahel wurde schlussendlich Vizemeister. In der folgenden Spielzeit bestritt Mahmoud acht Partien in der Ligue Professionelle 1. Zudem spielte er mit Sahel in der CAF Champions League. In der Saison 2020/21 absolvierte der Mittelfeldspieler 17 Ligaspiele, wobei er ein Tor erzielte. Die Mannschaft wurde schließlich Vizemeister. Darüber hinaus nahm das Team am CAF Confederation Cup teil. Im Sommer 2021 wechselte Mahmoud in die Schweiz zum Erstligisten FC Lugano.

## Erfolge
FC Lugano
- Schweizer Cupsieger: 2022